# 新潟南北道路
新潟南北道路（にいがたなんぼくどうろ）は、新潟県新潟市中央区寄居町から同市江南区亀田早通に至る地域高規格道路である。

## 概要
新潟島の寄居町を起点に日本海東北自動車道の新潟亀田インターチェンジに至り、国際拠点港湾でもある新潟港西港区（新潟西港）や、新潟駅・万代シテイ・古町など中央区中心部と日東道と拠点相互間を連結することを目的として指定された、延長8 kmの区間が計画路線に指定されている。
新潟南北道路は紫竹山IC - 新潟亀田IC間の亀田バイパスの一部と寄居町 - 紫竹山ICの都市計画道路「万代島ルート線」から構成され、万代島ルート線は4区間（万代場下流橋・沼垂道路・栗ノ木道路・紫竹山道路）が事業化されている。
2022年現在、地域高規格道路としての供用区間は国道49号・亀田バイパスの国道7号・国道8号新潟バイパスの紫竹山インターチェンジから新潟亀田インターチェンジに至る延長2 kmと、柳都大橋を含む「万代橋下流橋」事業の延長1.5 kmの計2区間である。未供用の区間は国道7号および新潟県道464号新潟港沼垂線・栗ノ木バイパス、国道113号・東港線として、それぞれ現道が供用されている。
この他、栗ノ木バイパスの一部連続立体交差化と紫竹山ICの改良を目的とした「栗ノ木道路」「紫竹山道路」の両事業は延長合計2.1 kmの区間において事業中であり、栗ノ木道路と万代橋下流橋を結ぶ沼垂道路も事業化された。一方、事業化されていない寄居町 - 西堀前通十番町間は一部のみ現道が新潟市道として供用されているが、それ以外は未成区間で大部分が街区（住宅地および商業地）となっている。

### 路線データ
- 起点 - 新潟県新潟市江南区中央区寄居町
- 終点 - 同市江南区亀田早通（新潟亀田インターチェンジ）
- 延長 - 約8 km

## 事業名

### 万代島ルート線

#### 万代橋下流橋
- 起点 - 新潟県新潟市中央区西堀通前通十番町
- 終点 - 新潟県新潟市中央区万代島
- 延長 - 1.5 km

#### 沼垂道路
- 起点 - 新潟県新潟市中央区万代三丁目
- 終点 - 新潟県新潟市中央区沼垂東二丁目
- 延長 - 1.6 km
- 道路規格 - 第3種第1級（本線）、第4種第1級（地表道路）

#### 栗ノ木道路
- 起点 - 新潟県新潟市中央区沼垂東二丁目
- 終点 - 新潟県新潟市中央区鐙
- 延長 - 1.4 km
- 道路規格 - 第3種第1級（本線）、第4種第1級（地表道路）

#### 紫竹山道路
- 起点 - 新潟県新潟市中央区鐙
- 終点 - 新潟県新潟市中央区紫竹山四丁目
- 延長 - 0.7 km
- 道路規格 - 第3種第1級（本線）、第4種第1級（地表道路）

## インターチェンジなど
- 施設欄の背景色が■である区間は未開通区間または未供用施設に該当する。
- 接続道路の左側はインターチェンジ北側(一部西側)、右側は南側(一部東側)。路線名の特記がないものは市町道。

| 事業名                           | 施設名                                                              | 接続路線名                                                   | 接続路線名                                                 | 路 線 名    | 起点 から (km)                  | 備考                                                    | 所在地 | 所在地 |
| -------------------------------- | ------------------------------------------------------------------- | ------------------------------------------------------------ | ---------------------------------------------------------- | ----------- | ------------------------------- | ------------------------------------------------------- | ------ | ------ |
| 国道116号（東中通り）            |                                                                     |                                                              |                                                            |             |                                 |                                                         |        |        |
| 未事業化                         | 寄居町交差点                                                        | 国道116号（柾谷小路） 都市計画道路柾谷小路青山線             | 市道寄居大畑線 都市計画道路寄居大畑線                      | 未定        |                                 |                                                         | 新潟市 | 中央区 |
| 未事業化                         | 交差点                                                              | 市道中央3-28号線                                             | 市道広小路通線 都市計画道路美術館前通線                    | 未定        |                                 |                                                         | 新潟市 | 中央区 |
| 未事業化                         | 西堀広小路交差点                                                    | 市道西堀通線（西堀通） 都市計画道路西堀通線                  | 市道西堀通1号線（西堀通）                                  | 未定        |                                 |                                                         | 新潟市 | 中央区 |
| 万代橋下流橋                     | 西堀広小路交差点                                                    | 市道西堀通線（西堀通） 都市計画道路西堀通線                  | 市道西堀通1号線（西堀通）                                  | 国 道 7 号  |                                 |                                                         | 新潟市 | 中央区 |
| 万代橋下流橋                     | 古町広小路交差点                                                    | 市道一番堀通町東堀通線（古町通）                             | 市道一番堀通町東堀通線（古町通）                           | 国 道 7 号  |                                 |                                                         | 新潟市 | 中央区 |
| 万代橋下流橋                     | 東堀前通10交差点                                                    | 市道一番堀通入船線1号（東堀通） 都市計画道路一番堀通入船線   | 市道一番堀通入船線1号（東堀通） 都市計画道路一番堀通入船線 | 国 道 7 号  |                                 |                                                         | 新潟市 | 中央区 |
| 万代橋下流橋                     | 本町通9交差点                                                       | 市道本町通線（本町通）                                       | 市道本町通線（本町通）                                     | 国 道 7 号  |                                 |                                                         | 新潟市 | 中央区 |
| 万代橋下流橋                     | 上大川前通10交差点                                                  | 県道565号郷土資料館線（上大川前通）                          | 県道565号郷土資料館線（上大川前通）                        | 国 道 7 号  |                                 |                                                         | 新潟市 | 中央区 |
| 万代橋下流橋                     | 交差点                                                              | 市道中央3-84号線（内他門川通）                               | 市道中央3-84号線（内他門川通）                             | 国 道 7 号  |                                 |                                                         | 新潟市 | 中央区 |
| 万代橋下流橋                     | 交差点                                                              | 市道中央3-118号線（金毘羅通）                                | 市道中央3-118号線（金毘羅通）                              | 国 道 7 号  |                                 |                                                         | 新潟市 | 中央区 |
| 万代橋下流橋                     | ハーフIC                                                            | 市道上大川前通西湊町通線 都市計画道路秣川岸通線              | 市道上大川前通西湊町通線 都市計画道路秣川岸通線            | 国 道 7 号  |                                 | 寄居町方面出入口 秣川岸通交差点として平面交差で暫定供用 | 新潟市 | 中央区 |
| 万代橋下流橋                     | ハーフIC                                                            | 万代島臨港道路1号線                                          | 万代島臨港道路1号線                                        | 国 道 7 号  |                                 | 紫竹山方面出入口                                        | 新潟市 | 中央区 |
| 沼垂道路                         | ハーフIC                                                            | 万代島臨港道路1号線                                          | 万代島臨港道路1号線                                        | 国 道 7 号  |                                 | 紫竹山方面出入口                                        | 新潟市 | 中央区 |
| ハーフIC                         | 国道113号（東港線） 都市計画道路東港線                              | 国道113号（東港線） 都市計画道路東港線                       |                                                            | 国 道 7 号  | 寄居町方面出入口 ランプのみ供用 |                                                         | 新潟市 | 中央区 |
| ハーフIC                         | 国道7号（現道・明石通） 都市計画道路沼垂海老ヶ瀬線                  | 県道3号新潟新発田村上線 都市計画道路沼垂海老ヶ瀬線           |                                                            | 国 道 7 号  | 紫竹山方面出入口                |                                                         | 新潟市 | 中央区 |
| ハーフIC                         | 国道7号（現道・明石通） 都市計画道路沼垂海老ヶ瀬線                  | 県道3号新潟新発田村上線 都市計画道路沼垂海老ヶ瀬線           | 栗ノ木道路                                                 | 国 道 7 号  | 紫竹山方面出入口                |                                                         | 新潟市 | 中央区 |
| IC                               | 県道51号新潟黒埼インター笹口線（笹出線） 都市計画道路出来島上木戸線 | 市道出来島上木戸線1号（笹木戸線） 都市計画道路出来島上木戸線 |                                                            | 国 道 7 号  |                                 |                                                         | 新潟市 | 中央区 |
| 紫竹山道路                       | 紫竹山IC                                                            | 国道8号新潟東西道路新潟バイパス 都市計画道路新潟バイパス     | 国道7号新潟東西道路新潟バイパス 都市計画道路新潟バイパス   | 国 道 7 号  |                                 | Bランプ未供用 A、C、Dランプ改良予定                     | 新潟市 | 中央区 |
| 亀田バイパス                     | 紫竹山IC                                                            | 国道8号新潟東西道路新潟バイパス 都市計画道路新潟バイパス     | 国道7号新潟東西道路新潟バイパス 都市計画道路新潟バイパス   | 国 道 49 号 |                                 | Bランプ未供用 A、C、Dランプ改良予定                     | 新潟市 | 中央区 |
| 亀田バイパス                     | 姥ヶ山IC                                                            | 新潟市道嘉瀬蔵岡線2号 都市計画道路鳥屋野潟南部東西線         | 新潟市道嘉瀬蔵岡線2号 都市計画道路姥ヶ山本所線             | 国 道 49 号 |                                 |                                                         | 新潟市 | 中央区 |
| 亀田バイパス                     | 新潟亀田IC                                                          | E7 日本海東北自動車道(村上方面)                              | E7 日本海東北自動車道(村上方面)                            | 国 道 49 号 |                                 |                                                         | 新潟市 | 江南区 |
| 国道49号 亀田バイパス いわき方面 |                                                                     |                                                              |                                                            |             |                                 |                                                         |        |        |

## 歴史
- 1992年（平成4年）9月11日 : 都市計画道路「栗ノ木線」の名称および起終点を変更、都市計画道路「万代島ルート線」として都市計画決定[1]。
  - 新潟市紫竹山七丁目 - 新潟市寄居町間（延長5.6 km）
- 1993年（平成5年）4月 : 国道7号の道路橋梁新設および街路整備事業「万代橋下流橋」が事業化（万代島 - 東堀前通十番町間、延長1.3 km）[1]。
- 1994年（平成6年）12月16日 : 「新潟南北道路」として地域高規格道路の計画路線に指定される[1][6]。
  - 中蒲原郡亀田町早通（当時）- 新潟市寄居町間（延長8 km）
- 1995年（平成7年）4月28日 : 早通 - 紫竹山間（延長2 km、亀田バイパスとして供用済み）、万代島 - 東堀通十番町間（延長1 km、万代橋下流橋として事業中）が、新潟南北道路の整備区間に指定される[6]。
- 1995年（平成7年）8月23日 : 新潟市紫竹山 - 万代島間（延長3 km）が、新潟南北道路の調査区間に指定される。
- 2002年（平成14年）5月19日 : 万代橋下流橋のうち、宮浦中学校交差点 - 柳都大橋 - 秣川岸通交差点間（延長0.8 km）が供用開始[1]。
- 2005年（平成17年）4月 : 万代橋下流橋の工区を延伸（西堀前通十番町 - 東堀前通十番町間、延長0.2 km）。
- 2007年（平成19年）3月30日 : 栗ノ木バイパスの一部連続立体交差化事業「栗ノ木道路」（沼垂東二丁目 - 鐙間、延長1.4 km）が事業化[1]、新潟南北道路の整備区間に指定される[6]。
- 2008年（平成20年）3月25日 : 万代橋下流橋のうち、秣川岸通交差点 - 東堀通十番町交差点間（延長0.5 km）が供用開始[1]。
- 2011年（平成23年）4月1日 : 紫竹山インターチェンジ周辺改良事業「紫竹山道路」（鐙 - 紫竹山三丁目間、延長0.7 km）が事業化[1]、新潟南北道路の整備区間に指定される[6]。
- 2014年（平成26年）3月28日 : 万代橋下流橋のうち、東堀通十番町交差点間 - 西堀通十番町交差点間（延長0.2 km）が供用開始[1]。
- 2022年（令和4年）3月29日 : 「沼垂道路」（沼垂東二丁目 - 万代三丁目、延長1.6 km）が事業化[1]、新潟南北道路の整備区間に指定される[6]。

## 路線状況

### 構造物
- とやの橋
- 柳都大橋

### 道路管理者
- 国土交通省北陸地方整備局新潟国道事務所 - 全線

## 地理

### 通過する市町村
- 新潟県
  - 新潟市（中央区 - 江南区）